# マディア (ガイアナ)
マディア（英語: Mahdia）は、ガイアナのポタロ＝シパルニ州の州都。国の中央付近、標高415メートルの高地に位置する。人口は2,563人（2012年国勢調査）。
金とダイヤモンド採掘が商業の中心で、国内外から移民が集まる。

## 歴史
奴隷解放後の1884年に建設された。住民の多くはベルビセやデメララ東海岸から金を求めてやって来たアフリカ系だった。ブリティッシュ連結鉱山会社はマディアの鉱山探査を拡大し、植民地管理事務所を開設した。この頃は道路が無く、水路でのみアクセスが可能だった。
1933年11月、ガラウェイ川に吊り橋が架けられ、バルティカと陸路で繋がった。当時の英領ギアナ総督エドワード・ブランディス・デナム卿にちなんでデナム吊り橋と名付けられた。
1988年、行政区画再編によりポタロ・シパルニ州の州都になった。2018年、マディアは村から町に昇格した。
2023年5月、中学校の寮が放火によって全焼し、少なくとも19人以上が死亡した（2023年マディア学校火災）。

## 気候
ケッペンの気候区分では熱帯雨林気候に分類されている。
| マディアの気候         | マディアの気候 | マディアの気候 | マディアの気候 | マディアの気候 | マディアの気候 | マディアの気候 | マディアの気候 | マディアの気候 | マディアの気候 | マディアの気候 | マディアの気候 | マディアの気候 | マディアの気候 |
| 月                     | 1月            | 2月            | 3月            | 4月            | 5月            | 6月            | 7月            | 8月            | 9月            | 10月           | 11月           | 12月           | 年             |
| ---------------------- | -------------- | -------------- | -------------- | -------------- | -------------- | -------------- | -------------- | -------------- | -------------- | -------------- | -------------- | -------------- | -------------- |
| 平均最高気温 °C （°F） | 29.6 (85.3)    | 29.7 (85.5)    | 30.1 (86.2)    | 30.7 (87.3)    | 30.8 (87.4)    | 30.5 (86.9)    | 30.5 (86.9)    | 31.1 (88)      | 31.6 (88.9)    | 31.6 (88.9)    | 31.0 (87.8)    | 30.2 (86.4)    | 30.62 (87.13)  |
| 日平均気温 °C （°F）   | 25.5 (77.9)    | 25.6 (78.1)    | 26.0 (78.8)    | 26.5 (79.7)    | 26.9 (80.4)    | 26.5 (79.7)    | 26.4 (79.5)    | 27.0 (80.6)    | 27.3 (81.1)    | 27.3 (81.1)    | 26.8 (80.2)    | 26.1 (79)      | 26.49 (79.68)  |
| 平均最低気温 °C （°F） | 21.4 (70.5)    | 21.5 (70.7)    | 21.9 (71.4)    | 22.4 (72.3)    | 23.0 (73.4)    | 22.5 (72.5)    | 22.4 (72.3)    | 22.9 (73.2)    | 23.1 (73.6)    | 23.1 (73.6)    | 22.6 (72.7)    | 22.0 (71.6)    | 22.4 (72.32)   |
| 雨量 mm （inch）       | 269 (10.59)    | 185 (7.28)     | 185 (7.28)     | 232 (9.13)     | 364 (14.33)    | 418 (16.46)    | 326 (12.83)    | 263 (10.35)    | 114 (4.49)     | 93 (3.66)      | 140 (5.51)     | 237 (9.33)     | 2,826 (111.24) |
| 出典：Climate-Data.org |                |                |                |                |                |                |                |                |                |                |                |                |                |

## 鉱業
マディアの鉱業地区には150以上の陸上浚渫がある。そのほとんどが掘った後に土を埋め戻す作業を行われていないため、穴に水が溜まりマラリアを媒介するハマダラカの繁殖地となっていた。2005年、ガイアナ地質鉱山委員会は環境管理のため改正規定の強化に着手し、水路の汚染を抑制し、森林伐採地域での土壌の埋め立てと植林を推奨した。

## 住民
2012年国勢調査によると人口は2,563人で、大きく3つの集団に別れる。アメリカ先住民のパタモナ人は農業、狩猟、鉱業に従事している。ガイアナ東海岸出身のコーストランダーは主に鉱山で働くためにやって来た。3番目の集団であるアイランダーはカリブ海地域からの移民の子孫で、特にセントルシア、ドミニカ国出身者が多い。セントルシア出身者によってフランス語とのクレオール語であるパトワやラ・ローズ祭りなどの文化がマディアに伝わったまた近年ではブラジル人の流入も著しい。
アイランダーは毎年8月末にセントルシア発祥のラ・ローズ祭りを、アメリカ先住民は9月10日に近隣のキャンベルタウンでガイアナ文化遺産月間を祝う。

## 施設
- コテージ病院
- 保育園、小学校、中学校
- 乾物品、ブティック、ガソリンスタンド、11軒のレストランを含む商業施設
- ホテル4軒、ゲストハウス2軒、売春宿4軒
- 警察署
- 郵便局
- 2つの井戸
- 地方行政機関（州、町議会）
- マディア空港（英語版）

飲料水は雨水とサルボラ滝に頼っている。電力は地元のビジネスマンによって供給されている。